# Eugen la Cour
Eugen la Cour (født 26. januar 1836 i København, død 20. januar 1900 sammesteds) var en dansk officer, bror til Charles og Victor la Cour.
Han var søn af officeren Niels la Cour og Emilie Antoinette Bruun, blev kadet 1851 og sekondløjtnant 1853. La Cour var fra 1. marts 1853 til 1. november 1854 repetent ved Landkadetkorpset, blev dernæst ansat ved 7. bataljon og lå med den i København, men var fra 20. april 1861 stationeret i Sønderborg. Med denne bataljon deltog han i hele 2. Slesvigske Krig, bl.a. i slaget ved Dybbøl den 17. marts 1864. Han blev udnævnt til premierløjtnant 23. april samme år.
Efter krigen fik han base i Svendborg og Faaborg, men blev 17. november 1864 overflyttet til 14. bataljon, med hvilken han først lå i Viborg, siden i Aalborg. Da bataljonen midlertidig gik ind 1. maj 1866, forsattes han til 18. bataljon og lå med den i København og fra 20. april 1868 i Helsingør. 1. april 1872 overflyttedes han til 1. bataljon i København, men blev, da han 1875 udnævntes til kaptajn, ansat ved 22. bataljon i Helsingør og overflyttedes 10. juli 1876 til 3. bataljon, ligeledes i Helsingør. Efter sit eget ønske forsattes han 1878 som kompagnichef til 5. bataljon i Odense, derfra 1880 til 7. bataljon i Nyborg og 1887 til 13. bataljon i København. Han blev 1887 stillet til rådighed for 3. regiment i København og blev afskediget på grund af alder i nåde og med pension i 1888. 1883 var la Cour blevet Ridder af Dannebrog. 1891 fik han et nyt afskedspatent som oberstløjtnant.
Efter sin afsked fra Hæren blev han boende i København og var et aktivt medlem af det velgørende selskab Kædeordenen. I juli 1897 gjorde han en 6 måneders rejse til Frankrig, særlig til Paris, og i årene 1889-99 gennemførte han mange udenlandsrejser og fik besøgt de fleste europæiske lande. 1898-99 kom han desuden til Nordafrika, Egypten og Det hellige Land. Han døde 20. januar 1900 i København efter et meget kort sygeleje. Inden da havde la Cour stiftet et familielegat til fordel for sine brødre og deres efterkommere, for selv var han ugift.